# Patient Number 9
Patient Number 9 ist das 13. Studioalbum des britischen Rockmusikers Ozzy Osbourne. Es wurde am 9. September 2022 veröffentlicht.

## Hintergrund
Wie auf dem Vorgängeralbum Ordinary Man versammelten sich Gastmusiker und ehemalige Weggefährten um Osbourne. Erneut waren Chad Smith und Duff McKagan involviert. Mike McCready, Eric Clapton und Jeff Beck wirkten erstmals an einem Osbourne-Soloalbum mit. Auch der Foo-Fighters-Schlagzeuger Taylor Hawkins hatte Gastbeiträge, er starb im März 2022. Bereits 2010 sang Hawkins mit Osbourne Crucify the Dead auf Slashs Soloalbum.
Robert Trujillo, der mit Ozzy bereits Down to Earth mit der Hit-Single Dreamer aufnahm, und Zakk Wylde kehrten zurück, Letzterer erstmals seit Black Rain (2007). Ex-Black-Sabbath-Kollege Tony Iommi komplettierte die Besetzung. Die Produktion übernahmen erneut Andrew Watt und Louis Bell, Alexandra Tamposi wirkte wieder am Songwriting mit.
Osbourne bestätigte, dass Patient Number 9, wie der Vorgänger, eine wichtige Stütze gewesen sei. Er hatte sich 2022 zum zweiten Mal einer schwierigen Rücken-OP unterziehen müssen. Die Verletzung rührte von einem Quad-Unfall aus 2003. Zudem musste er seine Abschiedstournee mehrfach verschieben.
Für den Titelsong, der am 24. Juni 2022 als erste Single erschien, designte Todd McFarlane das Musikvideo. Der selbstreflektive Text handelt von Osbournes Klinikaufenthalten. Außerdem verarbeitet er den Suizidversuch seiner Frau Sharon. Die zweite Single Degradation Rules, bei der Tony Iommi die Leadgitarre spielt, handelt von Fantasien eines Masturbationssüchtigen.
Der Track Darkside Blues erschien bereits auf der Japan-Version von Ordinary Man.

## Titelliste
Ozzy Osbourne und Andrew Watt mit Songwritingbeteiligungen an allen Songs. Weitere wie aufgeführt.
| Nr.          | Titel               | Autor(en)                                      | Leadgitarre   | Länge |
| ------------ | ------------------- | ---------------------------------------------- | ------------- | ----- |
| 1.           | Patient Number 9    | Robert Trujillo, Alexandra Tamposi, Chad Smith | Jeff Beck     | 7:21  |
| 2.           | Immortal            | Tamposi, Duff McKagan, Smith                   | Mike McCready | 3:03  |
| 3.           | Parasite            | Tamposi, Trujillo, Taylor Hawkins              | Zakk Wylde    | 4:05  |
| 4.           | No Escape from Now  | Tamposi, Smith, Tony Iommi                     | Tony Iommi    | 6:46  |
| 5.           | One of Those Days   | Tamposi, Smith, McKagan                        | Eric Clapton  | 4:40  |
| 6.           | A Thousand Shades   | Tamposi, Smith, Ryan Tedder                    | Jeff Beck     | 4:26  |
| 7.           | Mr. Darkness        | Tamposi, Trujillo, Hawkins                     | Zakk Wylde    | 5:35  |
| 8.           | Nothing Feels Right | Tamposi, Smith, Chris Chaney                   | Zakk Wylde    | 5:35  |
| 9.           | Evil Shuffle        | Tamposi, Smith, Trujillo                       | Zakk Wylde    | 4:10  |
| 10.          | Degradation Rules   | Trujillo, Smith                                | Tony Iommi    | 4:10  |
| 11.          | Dead and Gone       | Tamposi, Smith, Trujillo                       |               | 4:32  |
| 12.          | God Only Knows      | Tamposi, Hawkins                               | Dave Navarro  | 5:00  |
| 13.          | Darkside Blues      |                                                |               | 1:47  |
| Gesamtlänge: | Gesamtlänge:        | Gesamtlänge:                                   | Gesamtlänge:  | 61:10 |

## Besetzung
- Ozzy Osbourne: Gesang (1–13), Mundharmonika (10, 13)[6]
- Jeff Beck: Leadgitarre (1, 6)
- David Campbell: Streicher-Arrangement (11)[7]
- Chris Chaney: Bass (8)
- Eric Clapton: Leadgitarre (5)
- Taylor Hawkins: Schlagzeug und Perkussion (3, 7, 12)
- Josh Homme: Gitarre (12)
- Tony Iommi: Leadgitarre (4, 10)
- Mike McCready: Leadgitarre (2)
- Duff McKagan: Bass (2, 5)
- Dave Navarro: Leadgitarre (12)[8]
- James Poyser: Orgel (5, 7)
- Chad Smith: Schlagzeug und Perkussion (1–2, 4–6, 8–11)
- Robert Trujillo: Bass (1, 3, 7, 9–11)
- Andrew Watt: Gitarre (1–3, 5–13), Keyboard (1, 5–7, 11, 12), Piano (3, 6, 12), Hintergrundgesang (1–9, 11), Bass (4, 6, 7, 9, 12), Schlagzeug (11, 12)
- Zakk Wylde: Leadgitarre und Gitarre (3, 7–9, 11, 12)

## Charts und Rezeption
Das Album erhielt überwiegend positive Kritiken. Es sei Osbournes bestes seit langem. Man habe sich musikalisch wieder auf die Wurzeln bezogen und auf Experimente, wie auf dem letzten Album, verzichtet. Die Masse an Gastmusikern erinnere jedoch an Name Dropping.
In Deutschland stieg das Album erstmals am 16. September 2022 auf Rang zwei der Albumcharts ein, was zugleich die beste Chartplatzierung darstellt. Das Album musste sich lediglich Palmen aus Plastik 3 von Bonez MC und RAF Camora geschlagen geben. In den deutschen Vinylcharts erreichte das Album die Chartspitze für den Verkaufsmonat September 2022. Darüber hinaus erreichte das Album die Chartspitze in Kanada und Tschechien.
| ChartsChartplatzierungen       | Höchstplatzierung | Wochen |
| ------------------------------ | ----------------- | ------ |
| Deutschland (GfK)              | 2 (17 Wo.)        | 17     |
| Österreich (Ö3)                | 2 (8 Wo.)         | 8      |
| Schweiz (IFPI)                 | 3 (10 Wo.)        | 10     |
| Vereinigtes Königreich (OCC)   | 2 (3 Wo.)         | 3      |
| Vereinigte Staaten (Billboard) | 3 (4 Wo.)         | 4      |

| ChartsJahrescharts (2022) | Platzierung |
| ------------------------- | ----------- |
| Deutschland (GfK)         | 35          |
| Schweiz (IFPI)            | 46          |

Im November 2022 wurde das Album Patient Number 9 durch die US-amerikanische Recording Academy für die Grammy Awards 2023 als bestes Rock-Album nominiert. Der gleichnamige Titelsong wurde zudem als bester Rocksong und beste Rock-Darbietung und der Song Degradation Rules als beste Metal-Darbietung nominiert. Sowohl das Album Patient Number 9 als auch die Single Degradation Rules wurden ausgezeichnet, womit Osbourne den vierten und fünften Grammy seiner Karriere errang. Für Tony Iommi war es der dritte Grammy seiner Karriere.

## Bestenlisten
| Publikation     | Liste                                     | Werk               | Platz    |
| --------------- | ----------------------------------------- | ------------------ | -------- |
| Consequence     | Top 50 Albums of 2022                     | Patient Number 9   | 50       |
| Consequence     | Top 30 Metal and Hard Rock Albums of 2022 | Patient Number 9   | 9        |
| Kerrang         | The 50 best albums of 2022                | Patient Number 9   | 37       |
| Loudwire        | The 50 Best Rock + Metal Albums of 2022 1 | Patient Number 9   | J [ 26 ] |
| Loudwire        | The 50 Best Rock + Metal Songs of 2022 1  | Patient Number 9   | J [ 27 ] |
| Metal.de        | Die 50 besten Alben des Jahres 2022       | Patient Number 9   | 43       |
| Metal Hammer UK | Albums of 2022                            | Patient Number 9   | 33       |
| Revolver        | 25 Best Albums of 2022                    | Patient Number 9   | 20       |
| Rolling Stone   | Best Songs of 2022                        | No Escape from Now | 34       |
| Rolling Stone   | The 15 Best Metal Albums of 2022          | Patient Number 9   | 2        |